# 3446 Combes
3446 Combes је астероид главног астероидног појаса са средњом удаљеношћу од Сунца која износи 2,378 астрономских јединица (АЈ).
Апсолутна магнитуда астероида је 13,3.